# صباح
صَباح (تا ۱۹۶۳: بُرُنِئوی شمالی نامیده می‌شد) یکی از ایالت‌های کشور مالزی در شمال شرقی آن کشور است.
این ایالت در مالزی شرقی قرار دارد و جزئی از جزیرهٔ بورنئو به‌شمار می‌آید.

## جغرافیا
مرکز آن کوتا کینابالو نام دارد. صباح دومین ایالت بزرگ بعد از ساراواک می‌باشد.
از جنوب با ایالت کالیمانتان شرقی و از جنوب شرقی با ایالت ساراواک هم‌مرز می‌باشد.
مالکیت صباح هنوز مورد ادعای فیلیپین می‌باشد.

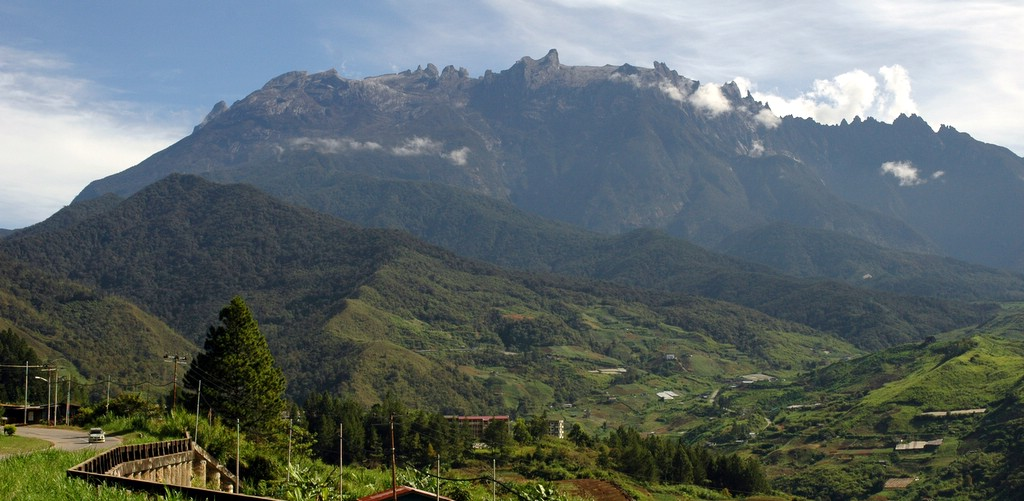
قله کینابالو، بلندترین قله مالزی در ایالات صباح